# Leonaert Bramer

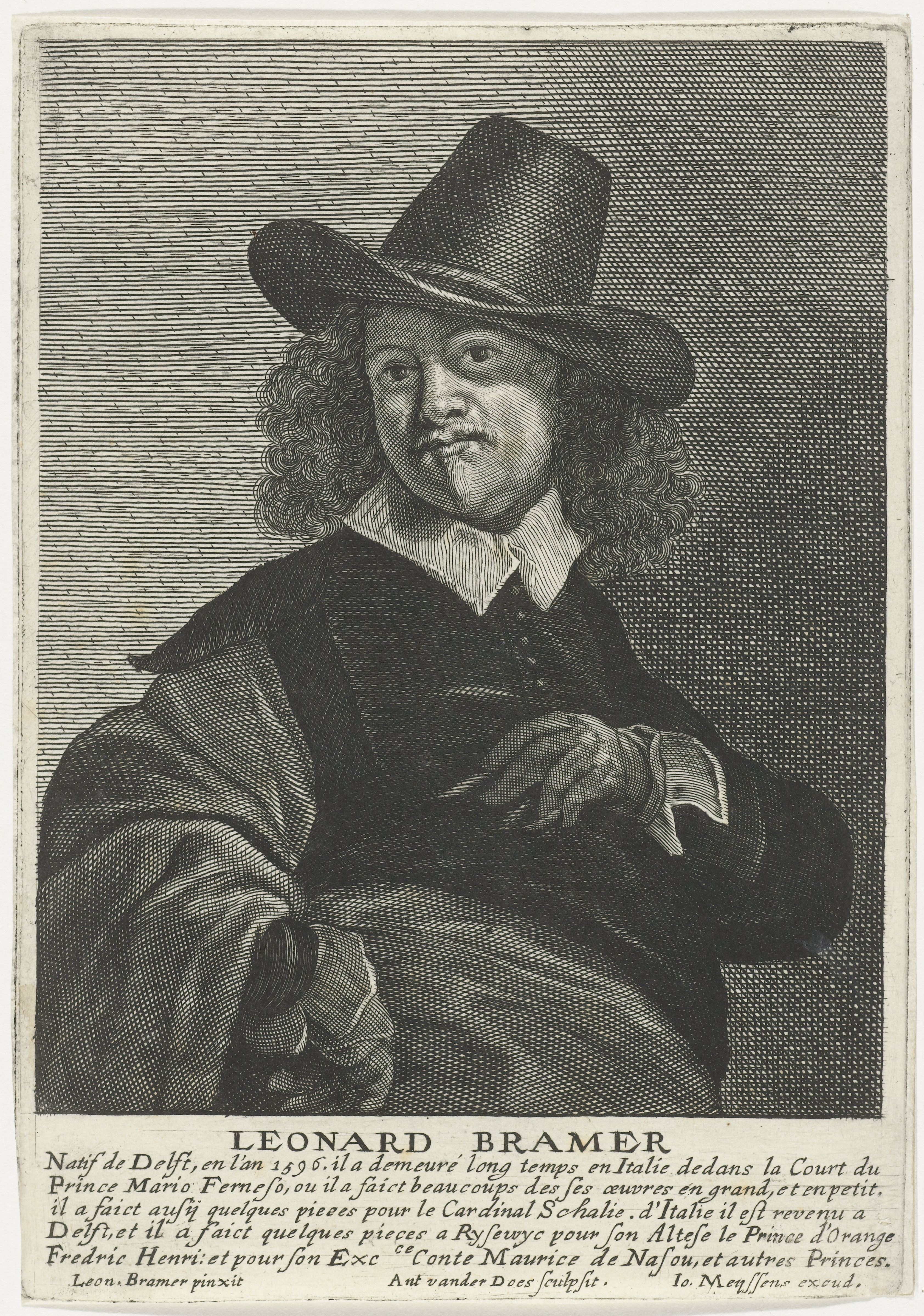
Leonard Bramer, Kupferstich nach einem Selbstporträt

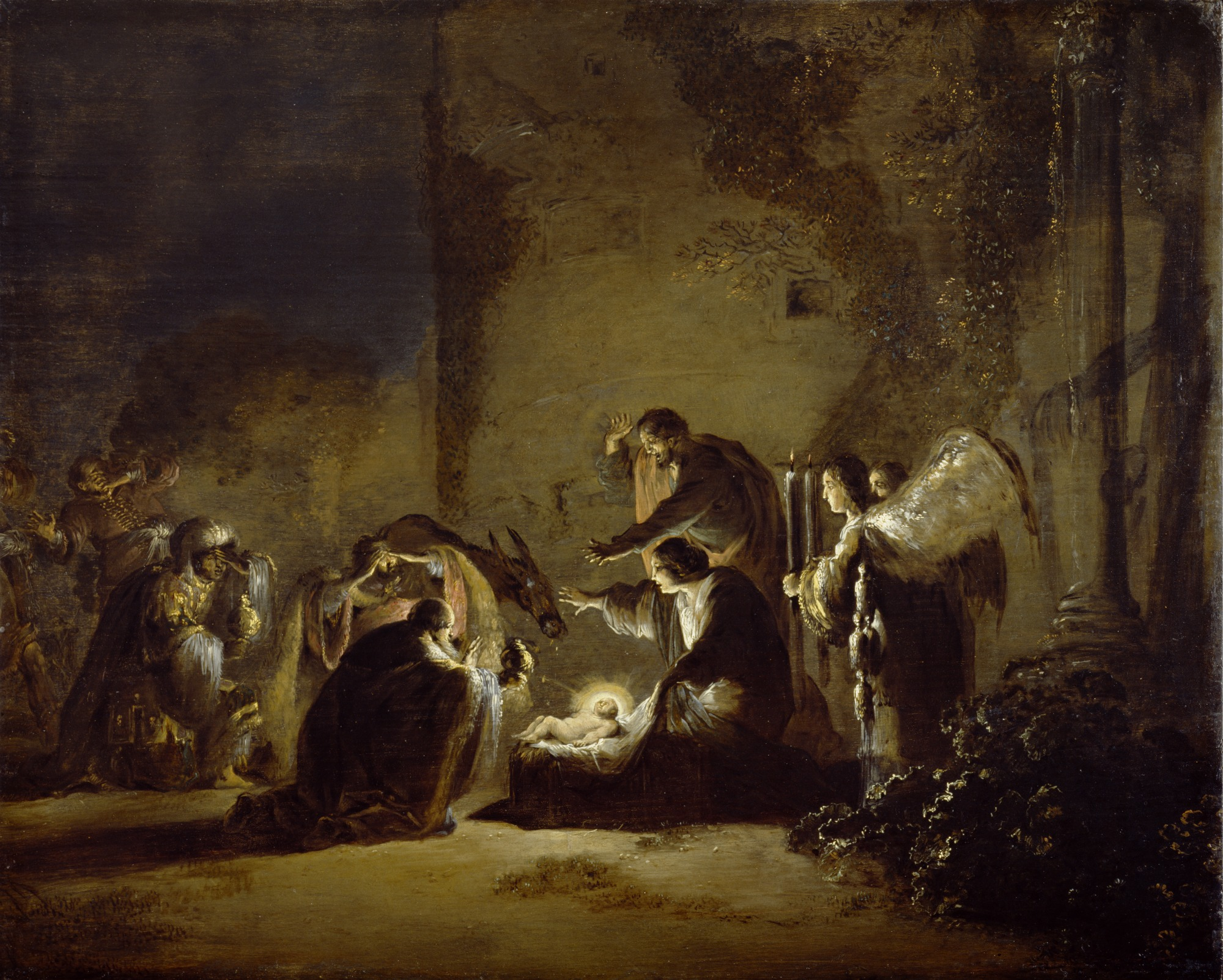
Die Anbetung der Heiligen Drei Könige, ca. 1633–35

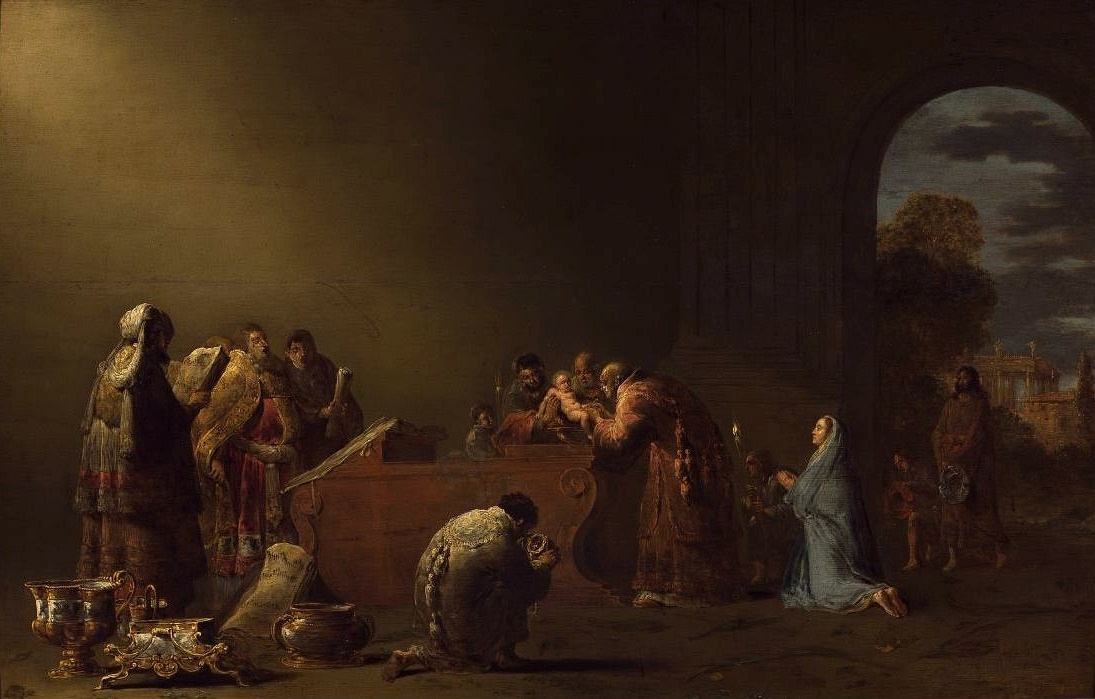
Die Beschneidung Christi, ca. 1640–50, Nationalmuseum Warschau in Warschau

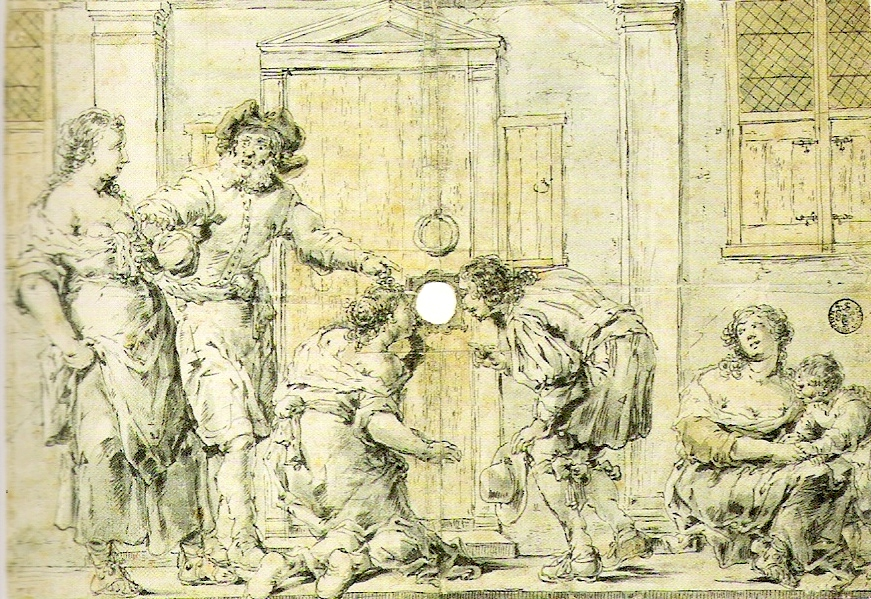
Die Neugierigen. Federzeichnung. Sammlung Kunstakademie Düsseldorf

Leonaert Bramer (* 24. Dezember 1596 in Delft; † 10. Februar 1674 ebenda) war ein niederländischer Maler von Genrebildern, religiösen und mythologischen Szenen und von Historienbildern. Als Maler und Zeichner sehr geschätzt ist er vor allem für nächtliche Szenen, die eine Vorliebe für exotische Details der Kostüme und dramatische Inszenierungen zeigen. Bramer gilt als eine der faszinierendsten Persönlichkeiten der niederländischen Kunst im 17. Jahrhundert.

## Leben
Bramer wurde in Delft geboren. Im Alter von 18 Jahren ging er 1614 auf eine lange Reise und erreichte 1616 Rom über Atrecht, Amiens, Paris, Aix-en-Provence, Marseille, Genua und Livorno.
In Rom war er einer der Gründer der „Bentvueghels“, einer Künstlergruppe aus dem Norden. Er lebte mit Wouter Crabeth unter einem Dach und widmete dem Maler Wybrand de Geest ein Gedicht. Bramer lebte mit Unterbrechungen bis 1627 in Rom, besuchte Mantua und Venedig  und um sich mit Domenico Fetti zu treffen. In Italien gab man ihm den Beinamen „Leonardo della Notte“ (dt.: Leonardo in der Nacht).
Sein Aufenthalt in Rom endete im Oktober 1627, nachdem er in einen Wirtshausstreit mit Messerstecherei verwickelt war, bei dem Claude Lorrain zu schlichten versuchte. Der nun drohende Konflikt mit der Justiz veranlasste Bramer, Rom zu verlassen.
Nach 1628 war er wieder zurück in Delft, wo er sich 1629 der Lukasgilde und der Schützenbruderschaft anschloss. Unter seinen vielen Mäzenen waren Mitglieder des Hauses Oranien, aber auch lokale Bürgermeister und Richter kauften viele seiner Gemälde. Im Jahr 1648 reiste Bramer zum zweiten Mal nach Rom.
Bramer war nicht verheiratet.

## Werk
Er war ein vielseitiger Künstler, gestaltete Tapisserien für Webereien in Delft, bemalte Wände und Decken, einige davon im illusionistischen Stil. Er malte echte Fresken im Haus der Bürgerwache, in Palästen der Statthalter in der Nähe von Honselersdijk, Rijswijk und im Prinsenhof in Delft.
Bramer blieb bis zu seinem Tod 1674 außerordentlich produktiv. Die Forschung geht heute von ungefähr 350 Gemälden aus.
Er wusste möglicherweise von seinem großen Zeitgenossen in Delft, von nachhaltigem Einfluss waren jedoch seine römischen Erfahrungen mit den barocken Historienbildern, den dramatischen Bildsinszenierungen und der Hell-Dunkel-Malerei in der Folge Caravaggios.
Er wurde von Adam Elsheimer, einem Meister stimmungsvoller und dramatischer Nachszenen, dem Freskenmaler Agostino Tassi und den Caravaggisten beeinflusst. Sein Stil ist nervös. Er hatte eine Technik entwickelt, Lichtspiegelungen zu malen.
Bramer ist ebenso als Zeichner bekannt: Seine Arbeiten auf Papier umfassen 1300 Blätter, davon befinden sich etwa 200 in der Pinakothek der Moderne in München. 
Sein berühmtes „Album Bramer“, das zwischen 1642 und 1654 entstanden ist und jetzt in Leiden aufbewahrt wird, enthält viele Skizzen nach Gemälden aus Delfter Sammlungen.